# Apogonowate
Apogonowate, kardynałkowate (Apogonidae) – rodzina małych, drapieżnych ryb okoniokształtnych (Perciformes). 
Niektóre gatunki spotykane są w hodowlach akwariowych. Nazywane również kardynałami lub kardynałkami (nie mylić z kardynałkiem chińskim z rodziny karpiowatych).

## Występowanie
Ciepłe wody oceaniczne, głównie w rejonach raf koralowych. Nieliczne gatunki spotykane w wodach słonawych i słodkich.

## Cechy charakterystyczne
Dwie płetwy grzbietowe, pierwsza z 6-8 promieniami twardymi, druga z jednym twardym i 8-14 miękkimi. W rodzaju Paxton płetwy grzbietowe są połączone. Dwa promienie twarde i 8-18 miękkich w płetwie odbytowej. Łuski zwykle ktenoidalne lub cykloidalne. U Gymnapogon brak łusek. Osiągają przeciętnie do 10 cm, a największe gatunki do 25 cm długości.
Wiele gatunków to gębacze – zwykle samica, rzadziej samiec inkubuje ikrę w pysku. Większość apogonowatych prowadzi nocny tryb życia.

## Klasyfikacja
Rodzaje zaliczane do tej rodziny zgrupowanych w podrodzinach Apogoninae i Pseudaminae:
Apogon – Apogonichthyoides – Apogonichthys – Archamia – Astrapogon – Cercamia – Cheilodipterus – Coranthus – Foa – Fowleria – Glossamia – Gymnapogon – Holapogon – Jaydia – Lachneratus – Lepidamia – Neamia – Nectamia – Ostorhinchus – Paxton – Phaeoptyx – Pristiapogon – Pristicon – Pseudamia – Pseudamiops – Pterapogon – Quinca – Rhabdamia – Siphamia – Sphaeramia – Vincentia – Zapogon – Zoramia

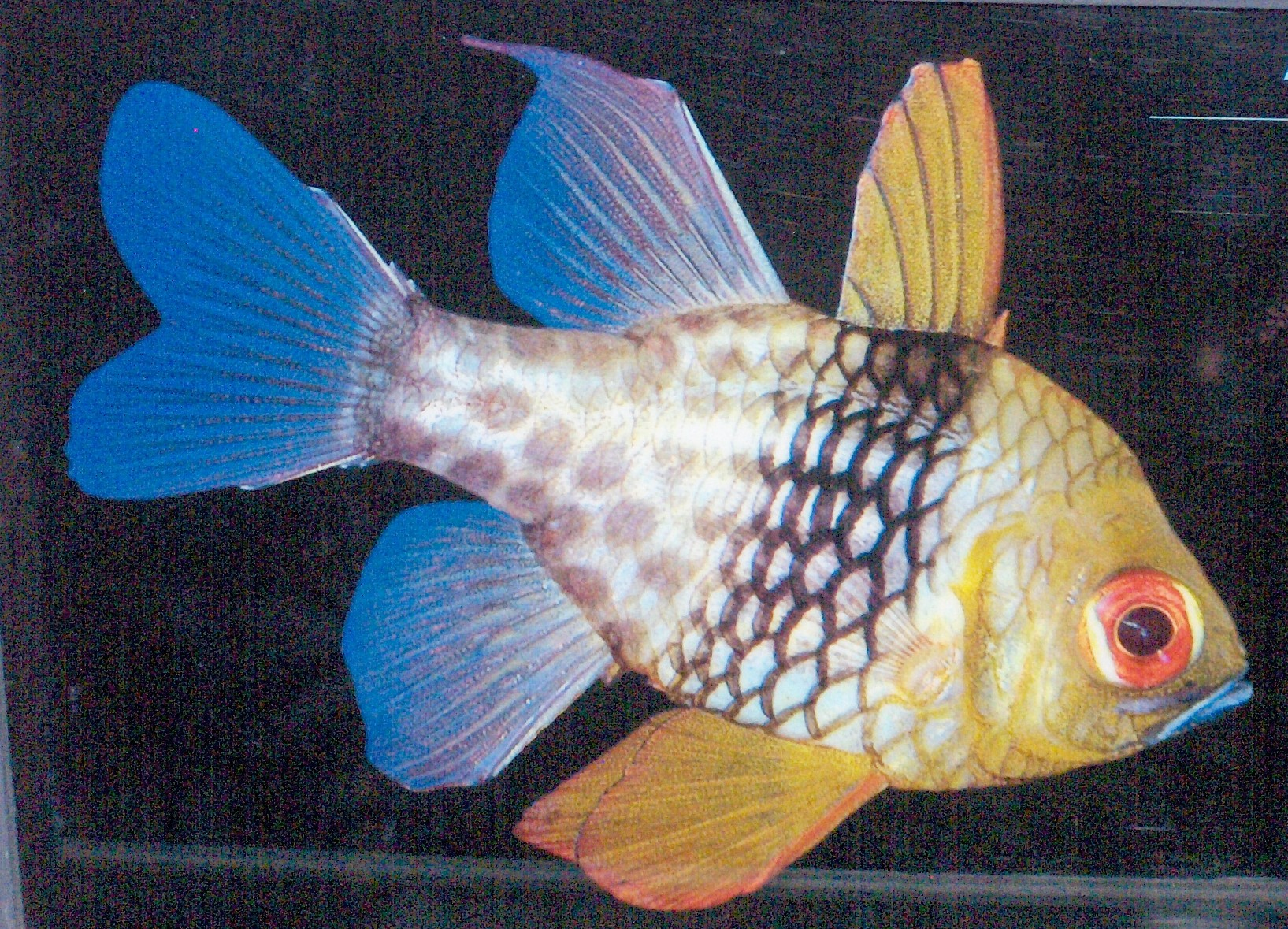
Sphaeramia nematoptera

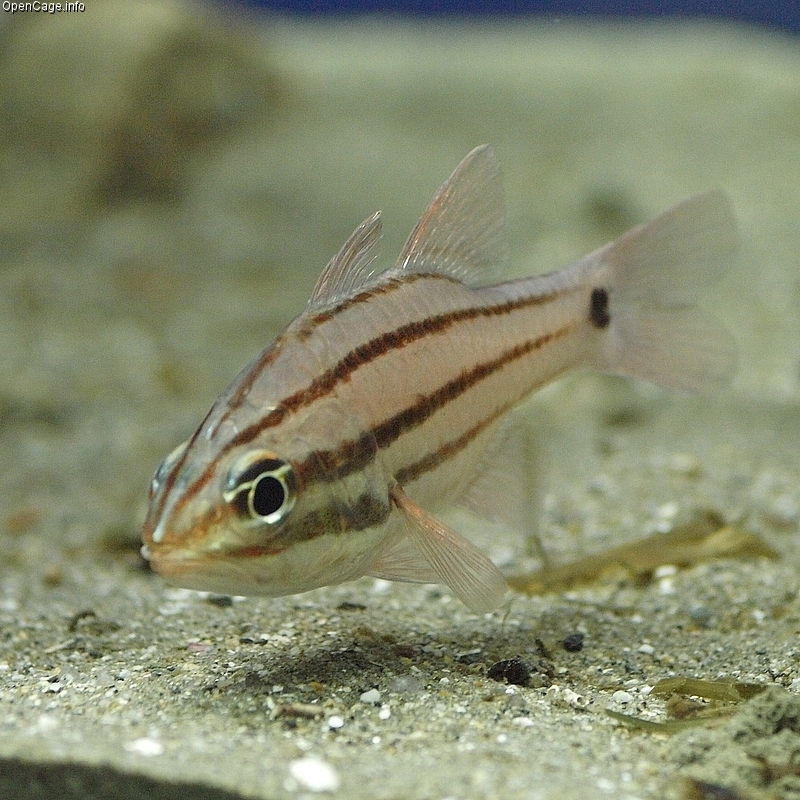
Apogon doederleini

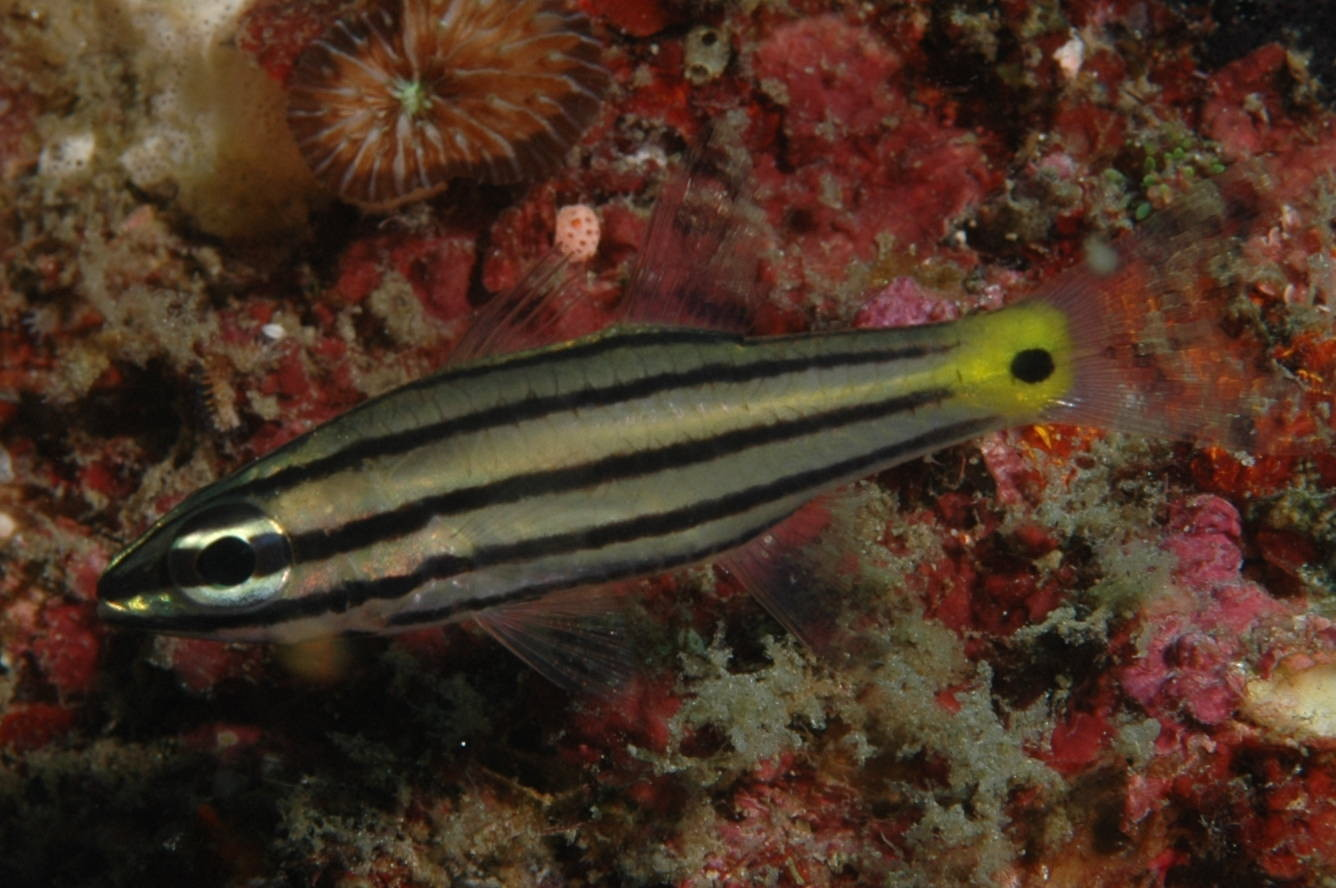
Cheilodipterus quinquelineatus